# 雙連
雙連，舊稱雙連陂，是臺灣臺北市中山區、大同區交界處的一個地名，範圍橫跨今日大同區民權、雙連、星明、光能以及中山區集英、民安、聚葉、聚盛等里內民生西路及錦西街周邊區域。

## 歷史
臺北盆地的中心地勢平坦，早期多沼澤與池塘。雙連過去就是兩個呈「人」字形相連的狹長小湖泊雙連陂，或作雙連埤，曾有蓄水灌溉的功能，亦為臺北市區大稻埕、牛埔兩聚落的自然界線。地方志《淡水廳志》即載有「雙連陂，在大加蠟堡，距廳北一百二十里，屬九板橋下。兩陂相連，灌溉田一百餘甲」。
雙連陂於日治時期的1910年代併入公共埤圳瑠公圳的水利系統，排除埤水，闢為水田。僅留下部分水道作為「牛埔支線」連接霧裡薛第二支線用以引水灌溉。
1915年淡水線鐵路增設及貨物裝卸場，成為淡水線鐵路上重要的貨物轉運站，1988年廢止。原址在現臺北捷運雙連站北邊的萬全街口附近。

## 區內設施
- 捷運雙連站
- 馬偕紀念醫院
- 雙連長老教會
- 雙連朝市
- 雙連文昌宮
- 雙連市場[6]
- 臺北雙連郵局[7]
- 雙連區民活動中心[8]
- 臺北市大同區雙蓮國民小學
- 宮前町砌石大溝